# Julleuchter

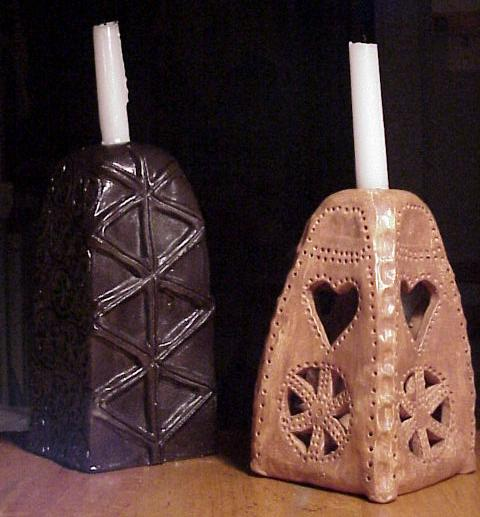
Julleuchter

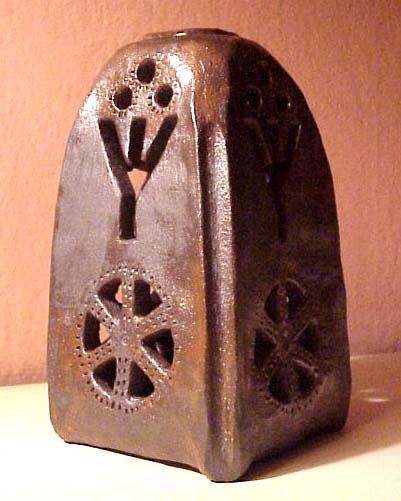
Julleuchter mit der Rune Elhaz anstelle des Herzsymbols

Der Julleuchter ist ein angeblich heidnisch-germanischer, tatsächlich jedoch im Rahmen der neuheidnischen Germanenverehrung konstruierter Kultgegenstand, der die Sonnenwende symbolisieren soll. Er spielte eine wesentliche Rolle im nationalsozialistischen Weihnachtskult und wurde auch im Rahmen des Brauchtums der SS verwendet.

## Neuzeitlicher Ursprung
Zum ersten Mal erwähnt wurde ein solcher Leuchter 1888 im schwedischen Magazin „Runa“. Dabei wurde ein Original beschrieben, das aus dem 16. Jahrhundert aus der Gegend von Halland stammt und heute im dortigen Museum ausgestellt ist. Er wurde vom völkischen Historiker Herman Wirth („Die Ura Linda Chronik“) in Deutschland nachgebaut und diente daher als Vorbild für den Julleuchter der SS. Auch in norwegischen und dänischen Museen (Kopenhagen) finden sich ähnliche Turmleuchter. Ein Bezug zum Julfest ist nicht nachweisbar.

## Im Nationalsozialismus

### Herstellung
Häftlinge des KZ Dachau stellten im Jahr 1939 52.635 Julleuchter im Auftrag der Porzellanmanufaktur Allach her. Die Angaben über die in der Modellierwerkstatt des Klinkerwerks im KZ Neuengamme im Jahr 1943 hergestellten Exemplare belaufen sich auf 15.116 bzw. ca. 15.000 Stück.
In der Zeit des Nationalsozialismus war der Julleuchter wesentlicher Bestandteil der rekonstruierten „germanischen“ Religion. Verwendung fand der Leuchter in den Riten der SS. So wurde er zum (bzw. in der Vorbereitung auf) das Julfest entzündet, das die Nationalsozialisten anstelle des christlichen Weihnachtsfestes propagierten. Die jeweils letzte Kerze eines Jahres wurde dabei aufbewahrt und als erste der neuen Periode verwendet. Es gab detaillierte Anleitungen zur Gestaltung einer Kultecke für den SS-Mann:

„Die Wohnung des SS-Mannes soll man daran erkennen, dass eine ihrer Ecken für die Feier seiner Familie bestimmt ist. In ihr sollen diejenigen Dinge zusammengetragen werden, die den Menschen an seine höheren Verpflichtungen erinnern. […] Auf der Truhe [, die in der Ecke stehen und Erbstücke enthalten soll, ] stehen das ganze Jahr über der Julleuchter und ringsherum die Julteller (aus Zinn oder Steingut) der einzelnen Familienmitglieder, die sie zu allen Festen des Jahres, aber auch zu Geburtstag, Hochzeit und Todestag gebrauchen. […] Die Wand schmückt das Bild des Führers und des Reichsführers SS, dazu Ahnentafel und Familienbilder, Erinnerungsstücke an Kriegs- und Kampfzeiten. Die große SS-Rune soll dabei nicht fehlen. Die Jul- und SS-Ecke ist der Gradmesser, wieweit der SS-Mann und seine Frau am Brauchtum der SS teilnehmen.“

### Verwendung als „Ehrenzeichen“
Von Heinrich Himmler und vom Freundeskreis Reichsführer SS wurde der „Julleuchter der SS“ ab 1935 als Auszeichnung verwendet.

## Verwendung im Rechtsextremismus
In rechtsextremen Kreisen findet der Julleuchter heute wiederum Einsatz als kultisches Gerät. Im November 2017 fiel der Landtagsabgeordnete und Pressesprecher der AfD, Andreas Harlaß aus Sachsen, damit auf, dass er ein Bild eines Julleuchters auf Facebook postete. Laut eigenen Angaben handelte es sich bei dem Leuchter um ein Erbstück seiner Eltern. Die Historikerin Kirsten John-Stucke identifizierte daraufhin den Leuchter als ein an das Dritte Reich angelehntes Replikat.

## Belege
1. ↑  Die Website NS-Kunst.com nennt den Julleuchter “the most essential piece of cultural paraphernalia invented by the SS” im Rahmen der “contrived neo-pagan ‘religion’”.
2. ↑  Nordiska Museet, Stockholm, historiska.se
3. ↑  Heinrich W. Schild: Der Julleuchter der Porzellan-Manufaktur Allach. In: Militaria. Fachjournal für Auszeichnungen, Uniformierung, Militär- und Zeitgeschichte. Band 23, 6, November-Dezember, 2000, ISSN 0724-3529, S. 148–162.
4. ↑  Handreichung des Kreismuseums Wewelsburg. Archiviert vom Original am 27. September 2007; abgerufen am 17. März 2013.
5. ↑  Wolfgang Benz, Hermann Graml, Hermann Weiß: Enzyklopädie des Nationalsozialismus. Klett-Cotta, 1997, ISBN 3-608-91805-1, S. 538.
6. ↑  Das Museum der Résistance und der Déportation (Memento vom 13. März 2005 im Internet Archive)
7. ↑  SS-Oberabschnitt West: Die Gestaltung der Feste im Jahres- und Lebenslauf in der SS-Familie. Wuppertal o. J., S. 41, KW, Archiv, 70/1/3/7; zitiert nach lwl.org (PDF; 4,8 MB), S. 217.
8. 1 2  Der Jul-Leuchter der Porzellan-Manufaktur Allach. In: allach-porzellan.de. Abgerufen am 6. Dezember 2024.
9. ↑  Julleuchter der SS. In: tracesofwar.com. Abgerufen am 6. Dezember 2024.
10. ↑  Andrea Röpke, Andreas Speit, Maik Baumgärtner: Mädelsache! Frauen in der Neonazi-Szene. Berlin 2011, S. 16–18.
11. ↑  Dubiose Wintergrüße von der AfD. 12. Dezember 2017, abgerufen am 23. Februar 2021.